# Batrisodes monticola
Batrisodes monticola är en skalbaggsart som först beskrevs av Thomas Casey 1886.  Batrisodes monticola ingår i släktet Batrisodes och familjen kortvingar. Inga underarter finns listade i Catalogue of Life.